# Piratepartei Lëtzebuerg
Die Piratepartei Lëtzebuerg (deutsch Piratenpartei Luxemburg, französisch Parti pirate du Luxembourg), kurz PPLU, ist eine Partei in Luxemburg. Sie wurde am 4. Oktober 2009 in der Stadt Luxemburg von 23 Interessierten gegründet. Sie trat zur Kammerwahl 2013 erstmals an und erreichte 2,94 % der Stimmen. Bei den Europawahlen 2014 bekam die Piratepartei Lëtzebuerg 4,23 % der Stimmen. Bei der Kammerwahl 2018 zog sie erstmals ins Luxemburger Parlament ein.

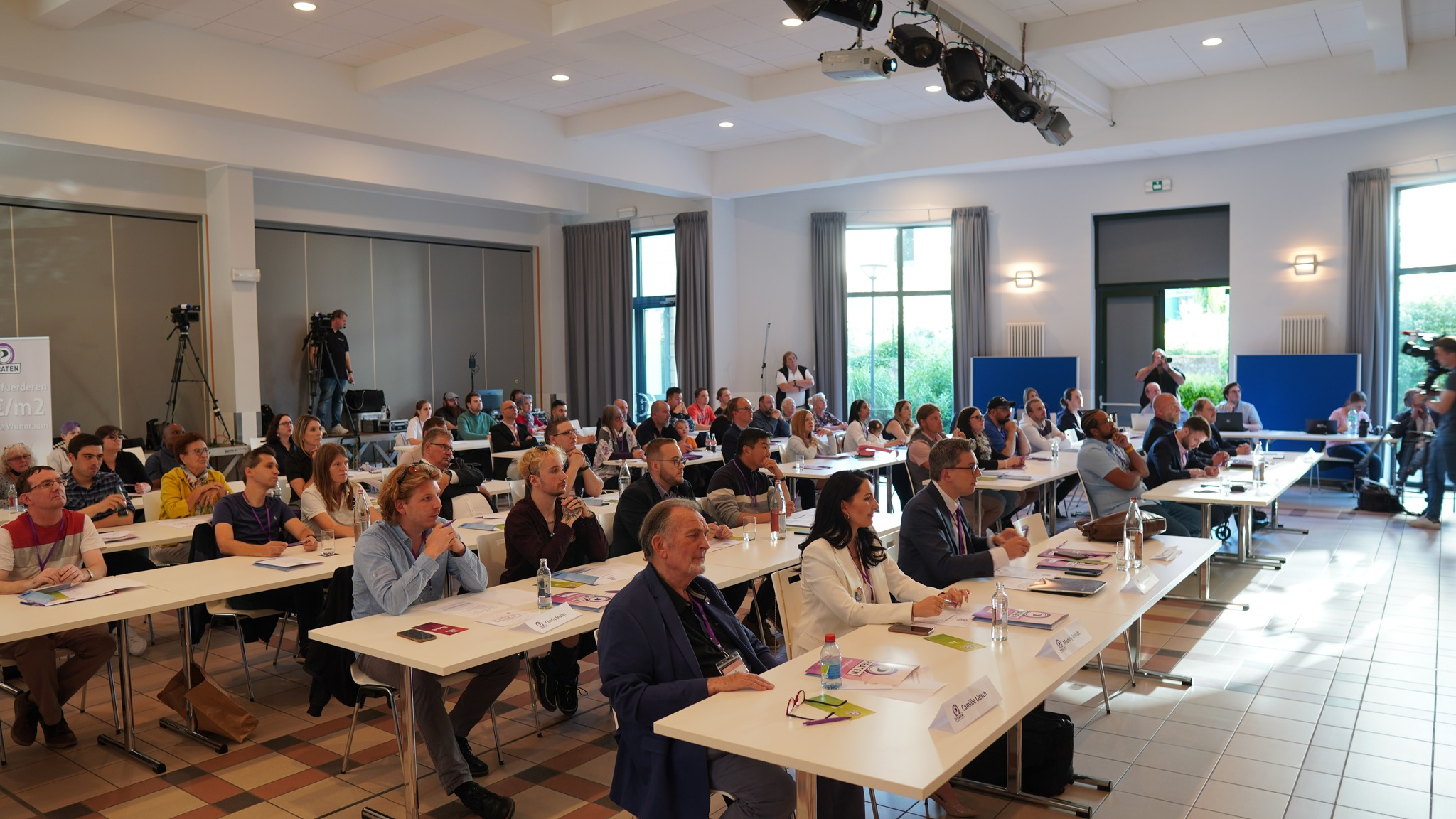
Parteikongress 2022

## Programmatik
Das Programm der PPLU orientiert sich an dem der schwedischen Piratpartiet und anderer Piratenparteien. Sie setzt sich für Bürgerrechte ein, für einen verbesserten Datenschutz und mehr Privatsphäre für Privatpersonen. Sie fordert mehr Transparenz im Staat, freien Zugang zu Informationen und Bildung. Darüber hinaus fordert sie eine grundlegende Reform des Urheberrechts und Patentwesens und ist gegen jegliche Art von Zensur. Sie hat zum Jahresende 2012 zudem ein Wirtschaftsprogramm aufgestellt und sich zu Themen wie Energie- und Familienpolitik und dem Bankgeheimnis positioniert. Im Wahlprogramm zur Kammerwahl 2013 wird zudem ein Bedingungsloses Grundeinkommen in Form einer negativen Einkommensteuer gefordert.
Grundlegendes Prinzip ist die Basisdemokratie, die es allen Mitgliedern erlaubt, die Zukunft der Partei aktiv mitzubestimmen. Wie die meisten Parteien in Luxemburg ist auch die Piratenpartei stark pro-europäisch („Europa ohne Grenzen“).

## Organisation
Die Piratepartei hat seit 2011 mit den Bezirken (deckungsgleich mit den Wahlbezirken des Großherzogtums) Norden, Osten, Süden und Zentrum ihre nationale Struktur ausgebaut. In mehreren Gemeinden, wie z. B. Clerf, Esch-Alzette, Kehlen, Luxemburg-Stadt, Petingen und Remich existieren lokale Sektionen. Für die Zukunft wird beabsichtigt weitere lokale Sektionen aufzubauen. Letztere sind deckungsgleich mit den Gemeinden des Großherzogtums.
Der ehemalige Präsident und Mitgründer Sven Clement ist gleichzeitig ein Mitglied der Piratenpartei Deutschland und der Piratenpartei Schweiz. Gründungsmitglied und langjähriger Vize-Präsident Jerry Weyer fungierte von März 2010 bis Februar 2011 auch als einer der beiden Co-Präsidenten der Pirate Parties International (PPI).
Die Piratepartei Lëtzebuerg ist Mitglied der Pirate Parties International, der Dachorganisation der internationalen Piratenparteien-Bewegung. Sie beteiligt sich außerdem an der Gründung der Europäischen Piratenpartei und unterstützt die Organisation Piraten ohne Grenzen.